# Molorchus taprobanicus
Molorchus taprobanicus är en skalbaggsart som beskrevs av Charles Joseph Gahan 1906. Molorchus taprobanicus ingår i släktet Molorchus och familjen långhorningar.
Artens utbredningsområde är Sri Lanka. Inga underarter finns listade i Catalogue of Life.